# Marcel Tobler
Marcel Tobler (* 13. September 2001) ist ein österreichischer Leichtathlet, der sich auf den Mittel- und Langstreckenlauf spezialisiert hat.

## Sportliche Laufbahn
Erste Erfahrungen bei internationalen Meisterschaften sammelte Marcel Tobler im Jahr 2022, als er bei den Balkan-Hallenmeisterschaften in Istanbul in 3:48,80 min den fünften Platz im 1500-Meter-Lauf belegte.  Im Juni gelangte er bei den Balkan-Meisterschaften in Craiova mit 3:44,72 min auf Rang vier über 1500 Meter und im Dezember wurde er bei den Crosslauf-Europameisterschaften in Turin nach 25:12 min 45. im U23-Rennen. Im Jahr darauf schied er bei den U23-Europameisterschaften in Espoo mit 3:50,50 min im Vorlauf über 1500 Meter aus und gewann anschließend in 3:44,01 min die Silbermedaille bei den Balkan-Meisterschaften in Kraljevo hinter seinem Landsmann Raphael Pallitsch. Daraufhin belegte er bei den World University Games in Chengdu in 3:41,64 min den sechsten Platz und im Dezember wurde er bei den Crosslauf-Europameisterschaften in Brüssel in 26:08 min 64. im U23-Rennen. Im Juni 2025 startete Marcel Tobler bei der 2. Liga der Team-Europameisterschaft in Maribor über 1500 Meter und belegte in 3:45,89 min Rang neun. Anschließend gelangte er bei den World University Games in Bochum über 5000 Meter in einem von Taktik geprägten Finallauf in 15:02,79 min auf den fünften Platz.
In den Jahren 2021 und 2024 wurde Tobler österreichischer Staatsmeister im 1500-Meter-Lauf im Freien sowie 2022 in der Halle.

## Persönliche Bestleistungen
- 800 Meter: 1:49,93 min, 22. Juni 2024 in Wien
  - 800 Meter (Halle): 1:53,30 min, 18. Feber 2023 in Linz
- 1500 Meter: 3:39,51 min, 25. Mai 2024 in Pfungstadt
  - 1500 Meter (Halle): 3:44,64 min, 12. Feber 2023 in Dortmund
- 3000 Meter: 8:04,88 min, 2. Juni 2022 in Eisenstadt
  - 3000 Meter (Halle): 7:55,19 min, 22. Feber 2025 in Linz
- 5000 Meter: 13:42,22 min, 14. Juni 2025 in Wien
  - Straßenmeile: 4:01,90 min, 1. September 2024 in Düsseldorf